# 노세정
노세정(일본어: 能勢町)은 일본 오사카부 북서단에 있는 도요노군의 정이다.
교토부 남서부의 오토쿠니군 오야마자키정과 인접한다. 가쓰라가와강, 우지강, 기즈강이 야마자키 지협에서 합류해 요도강이 되는 장소에 있어 예로부터 교토 분지에서 오사카 평야로 빠지는 교통의 요충지였다. 오사카시와 교토시의 주택 지역으로서 주택지 개발도 진행되고 있다.

## 지리
오사카부 최북단에 위치하고 정의 대부분은 산림, 논밭이다. "오사카의 가루이자와", "오사카의 홋카이도", "오사카의 티베트"라고 표현되듯이 정내 전역이 높이 200m 지대로 오사카 시내와 5~6°C 기온 차이가 있어 여름에는 시원하지만 겨울에는 매일 같이 영하까지 떨어진다.
정은 중앙의 산을 경계로 서쪽과 동쪽으로 나뉜다. 근처 역은 노세 전철의 산카역, 묘켄구역뿐이지만 고개를 넘어 가메오카, 교토 시내나 미타, 시노야마 방면으로도 향한다. 상업 시설과 행정 시설은 서쪽 지구에 집중하지만 도요노 경찰서가 동쪽 지구에 존재하는 등 정내에 각 시설이 분산되어 있다.
철도역에서 거리가 있고 국도가 정비되고 있어서 자동차·오토바이·노선버스가 중요한 이동 수단이 되고 있다.

## 역사
- 1896년 - 도요노군이 성립하였다.
- 1956년 - 우타카키촌, 다지리촌, 니시노세촌이 합병하여 정으로 승격해 도요노군 노세정이 탄생하였다.
- 1981년 - 국도 173호선 히토쿠라~다미나 구간을 개통하였다.
- 1983년 - 국도 173호선 하라카타와 터널을 개통하였다.
- 1984년 - 국도 173호선 모리가미~야마베 구간을 개통하였다.
- 1988년 - 도요노군 미화센터 가동을 시작하였다.(1997년까지)
- 1988년 - 천왕중학교가 서쪽 중학교에 통합하였다.
- 1990년 - 국도 173호선 야마베~하라카타와 터널 남쪽 출구 구간을 개통해 전 구간을 개량 완료함과 동시에 관할을 이관하였다.
- 1997년 - 도요노군 미화센터에서 다이옥신 문제가 발생하였다.

## 인구
| 연도                       | 인구   | ±%     |
| -------------------------- | ------ | ------ |
| 1920                       | 9,796  | —      |
| 1925                       | 9,914  | +1.2%  |
| 1930                       | 10,011 | +1.0%  |
| 1935                       | 9,853  | −1.6%  |
| 1940                       | 10,034 | +1.8%  |
| 1945                       | 12,388 | +23.5% |
| 1950                       | 12,057 | −2.7%  |
| 1955                       | 11,426 | −5.2%  |
| 1960                       | 10,467 | −8.4%  |
| 1965                       | 9,906  | −5.4%  |
| 1970                       | 9,521  | −3.9%  |
| 1975                       | 9,749  | +2.4%  |
| 1980                       | 10,024 | +2.8%  |
| 1985                       | 10,389 | +3.6%  |
| 1990                       | 10,850 | +4.4%  |
| 1995                       | 13,876 | +27.9% |
| 2000                       | 14,186 | +2.2%  |
| 2005                       | 12,897 | −9.1%  |
| 2010                       | 11,659 | −9.6%  |
| 2015                       | 10,256 | −12.0% |
| 2020                       | 9,079  | −11.5% |
| Nose population statistics |        |        |

## 기후
| 노세정의 기후                                                | 노세정의 기후 | 노세정의 기후 | 노세정의 기후 | 노세정의 기후 | 노세정의 기후 | 노세정의 기후 | 노세정의 기후 | 노세정의 기후 | 노세정의 기후 | 노세정의 기후 | 노세정의 기후 | 노세정의 기후 | 노세정의 기후   |
| 월                                                           | 1월           | 2월           | 3월           | 4월           | 5월           | 6월           | 7월           | 8월           | 9월           | 10월          | 11월          | 12월          | 연간            |
| ------------------------------------------------------------ | ------------- | ------------- | ------------- | ------------- | ------------- | ------------- | ------------- | ------------- | ------------- | ------------- | ------------- | ------------- | --------------- |
| 역대 최고 기온 °C (°F)                                       | 16.3 (61.3)   | 19.8 (67.6)   | 22.6 (72.7)   | 28.4 (83.1)   | 32.0 (89.6)   | 34.4 (93.9)   | 37.3 (99.1)   | 37.4 (99.3)   | 35.8 (96.4)   | 30.4 (86.7)   | 25.5 (77.9)   | 20.3 (68.5)   | 37.4 (99.3)     |
| 일평균 최고 기온 °C (°F)                                     | 7.4 (45.3)    | 8.3 (46.9)    | 12.2 (54.0)   | 18.1 (64.6)   | 22.9 (73.2)   | 25.8 (78.4)   | 29.4 (84.9)   | 31.2 (88.2)   | 27.2 (81.0)   | 21.5 (70.7)   | 15.7 (60.3)   | 10.0 (50.0)   | 19.1 (66.5)     |
| 일일 평균 기온 °C (°F)                                       | 2.4 (36.3)    | 3.1 (37.6)    | 6.5 (43.7)    | 12.0 (53.6)   | 17.1 (62.8)   | 21.0 (69.8)   | 24.8 (76.6)   | 25.9 (78.6)   | 22.0 (71.6)   | 16.0 (60.8)   | 9.9 (49.8)    | 4.6 (40.3)    | 13.8 (56.8)     |
| 일평균 최저 기온 °C (°F)                                     | −1.9 (28.6)   | −1.5 (29.3)   | 1.0 (33.8)    | 5.9 (42.6)    | 11.5 (52.7)   | 16.7 (62.1)   | 21.0 (69.8)   | 21.7 (71.1)   | 17.8 (64.0)   | 11.3 (52.3)   | 4.7 (40.5)    | 0.0 (32.0)    | 9.0 (48.2)      |
| 역대 최저 기온 °C (°F)                                       | −8.2 (17.2)   | −10.8 (12.6)  | −6.9 (19.6)   | −3.5 (25.7)   | −0.2 (31.6)   | 6.1 (43.0)    | 12.3 (54.1)   | 13.1 (55.6)   | 6.7 (44.1)    | −0.1 (31.8)   | −3.7 (25.3)   | −7.4 (18.7)   | −10.8 (12.6)    |
| 평균 강수량 mm (인치)                                        | 49.9 (1.96)   | 61.5 (2.42)   | 100.6 (3.96)  | 111.0 (4.37)  | 145.7 (5.74)  | 181.2 (7.13)  | 213.0 (8.39)  | 154.5 (6.08)  | 192.4 (7.57)  | 142.8 (5.62)  | 72.8 (2.87)   | 57.8 (2.28)   | 1,483.1 (58.39) |
| 평균 강수일수 (≥ 1.0 mm)                                     | 6.5           | 7.6           | 9.9           | 9.9           | 10.2          | 11.5          | 11.8          | 9.0           | 10.4          | 9.0           | 6.4           | 7.1           | 109.3           |
| 평균 월간 일조시간                                           | 113.4         | 113.0         | 147.6         | 179.2         | 189.9         | 132.5         | 152.2         | 195.7         | 150.0         | 153.8         | 134.5         | 122.6         | 1,784.5         |
| 출처: 일본 기상청 (평년값: 1991년~2020년, 극값: 1977년~현재) |               |               |               |               |               |               |               |               |               |               |               |               |                 |

## 교통

### 도로
- 국도 제173호선 (일본)(일본어판)
- 국도 제477호선 (일본)(일본어판)